# BC Lions

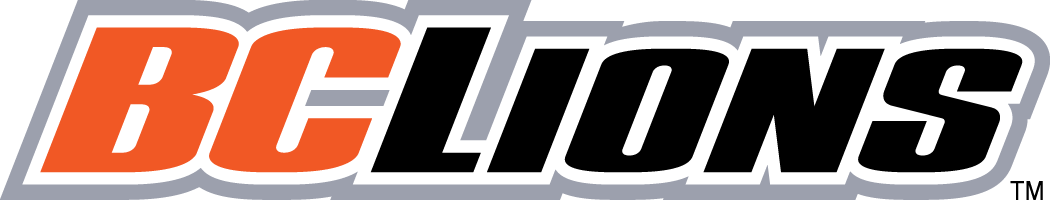

BC Lions (British Columbia Lions nebo také Vancouver Lions) je profesionální fotbalový klub hrající v lize CFL. Tým hraje na stadiónu BC Place Stadium ve městě Vancouver. Jeho barvy jsou oranžová, bílá a černá. Je nejstarším profesionálním sportovním klubem ve městě.

## Historie
V roce 1951 byla skupina vedená Kenem Staufferem a Tiny Radarem inspirována časopisem Vancouver Sun, ve kterém novinář Andy Lytle navrhl založení týmu kanadského fotbalu, který bude hrát nejvyšší ligu na západě Kanady Canadian Football League West Division (předtím existoval tým Vancouver Grizzlies, který ukončil činnost za druhé světové války). Klub byl založen roku 1953 a pojmenoval se podle dvojice horských vrcholů nedaleko Vancouveru zvaných The Lions. V roce 1954 odehráli první sezónu pod názvem BC Lions, skončili s bilancí jedné výhry a 15 porážek. První vítězství z Západní divizi CFL přišlo v roce 1963, o rok později tým získal Grey Cup. Celkově získali deset prvenství v Západní divizi (1963, 1964, 1983, 1985, 1988, 1994, 2000, 2004, 2006 a 2011) a šestkrát vyhráli Grey Cup (1964, 1985, 1994, 2000, 2006 a 2011).